# NGC 3462
NGC 3462 (другие обозначения — UGC 6034, MCG 1-28-19, ZWG 38.49, PGC 32822) — линзообразная галактика (S0) в созвездии Лев.
Этот объект входит в число перечисленных в оригинальной редакции «Нового общего каталога».
В галактике вспыхнула сверхновая SN 2012cy типа Ia, её пиковая видимая звездная величина составила 16,8.
Галактика NGC 3462 входит в состав группы галактик NGC 3462. Помимо NGC 3462 в группу также входят NGC 3425, NGC 3427 и NGC 3441.